# Genetiske sygdomme
Genetiske sygdomme er sygdomme der via slægtsrelationer overføres gennem generationer.